# Porto Belo (São Roque do Pico)
O Porto Belo é uma instalação portuária portuguesa, localizada no concelho de São Roque do Pico, ilha do Pico, arquipélago dos Açores.
Esta instalação portuária é principalmente utilizada para fins piscatórios e de recreio. 